# Iglesia de Santa Teresa (Vilna)
La iglesia de Santa Teresa (en lituano: Šv. Teresės bažnyčia; en polaco: Kościół Wszystkich Świętych) es un edificio religioso católico que se localiza cerca de la puerta del Alba de Vilna, Lituania.

## Historia
Las carmelitas descalzas de Lublin hicieron construir una pequeña iglesia de madera para su convento en 1627. Unos años más tarde, hicieron construir una iglesia de piedra más grande gracias a las donaciones del vicecanciller del Gran Ducado de Lituania (adscrito a Polonia por la Unión de Lublin). Dedicada a mediados del siglo XVII a la gran mística carmelita Teresa de Ávila, probablemente fue construido por el arquitecto Ulrich Hosius, autor del palacio Radziwiłł en la ciudad. La fachada, por su parte, fue seguramente diseñada por el arquitecto italiano Costante Tencalla, quien diseñó la capilla de San Casimiro que alberga las reliquias de Casimiro el Santo en la catedral de Vilna.
La iglesia sufrió graves incendios entre 1749 y 1760, siendo restaurada, como otras iglesias de la ciudad, por el arquitecto Johann Christoph Glaubitz. Entre los donantes de la iglesia que antiguamente pertenecieron a las grandes familias aristocráticas polacas y lituanas, destacamos a la princesa Luisa María de Francia, hija de Luis XV de Francia, y María Leszczynska, que rezó por la salvación de su padre, cuyo retrato se encuentra en la sacristía.
Los monjes participaron en la defensa de la ciudad durante la insurrección de Kościuszko en 1794. La iglesia y el convento fueron dañados por las tropas napoleónicas durante la invasión napoleónica de Rusia de 1812. El convento fue transformado en cuartel y el mobiliario litúrgico fue robado. 
El arquitecto Canut Rusiecki (1800-1860) restauró el conjunto. En 1829 se añadió una galería de estilo neoclásico que conecta la iglesia con la capilla de la Virgen Milagrosa en la puerta del Alba. Las autoridades rusas finalmente decidieron cerrar el convento y dispersar a las carmelitas en 1844. La iglesia se convirtió entonces en una simple iglesia parroquial y el convento de los carmelitas pasó al monasterio ortodoxo del Espíritu Santo. Se transformó en una escuela católica para niñas en 1868. La iglesia de Santa Teresa fue restaurada a finales del siglo XIX. 
Es una de las pocas iglesias de la ciudad donde, desde 1912, se celebraban misas con sermones en lituano, en una ciudad entonces de mayoría polaca. La iglesia fue restaurada durante la década de 1920. Cuando Vilnius era Wilno y pertenecía a la Segunda República Polaca, en el periodo de entreguerras, el convento sirvió como hogar de niñas y escuela vocacional, aunque fue devuelto a los carmelitas en 1931. Según los últimos deseos del difunto mariscal Józef Piłsudski, su corazón fue colocado en la iglesia en 1935 y fue enterrado un año después en el cementerio de Rasos.
El convento fue secularizado después de la guerra por las autoridades de la República Socialista Soviética de Lituania y transformado nuevamente en un albergue de estudiantes. La iglesia fue restaurada en la década de 1970.

## Arquitectura
La iglesia es de tipo basilical, con una fachada que recuerda a las iglesias jesuitas de la época. En su restauración, Glaubitz añadió un pequeño campanario con fondos procedentes de toda Europa. El interior está enteramente decorado en estilo rococó.  
El altar mayor está rematado por el cuadro Virgen con el Niño Jesús y San Casimiro de Szymon Czechowicz y otro cuadro que es éxtasis de Santa Teresa. 

## Galería

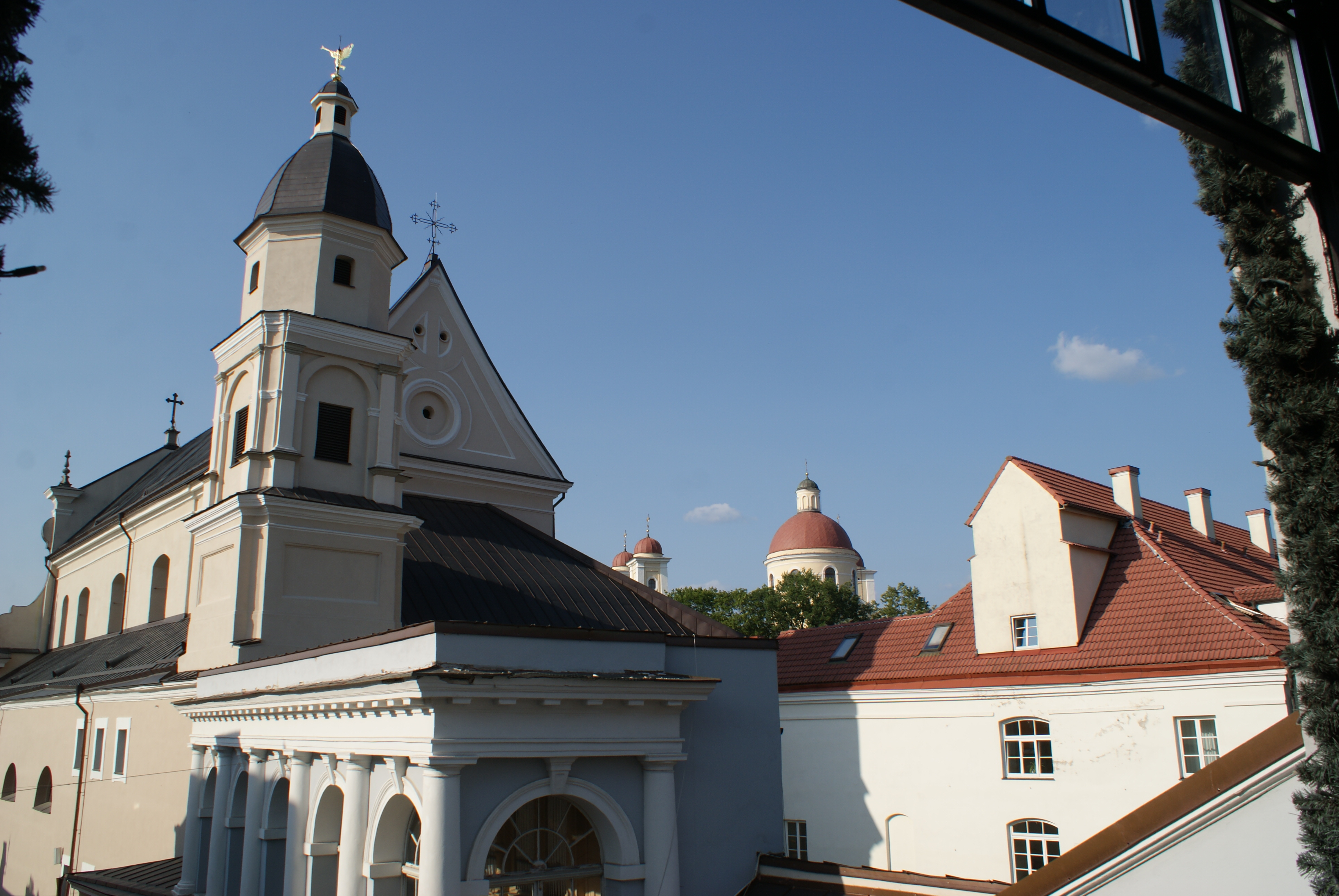
Iglesia desde la capilla de la puerta del Alba
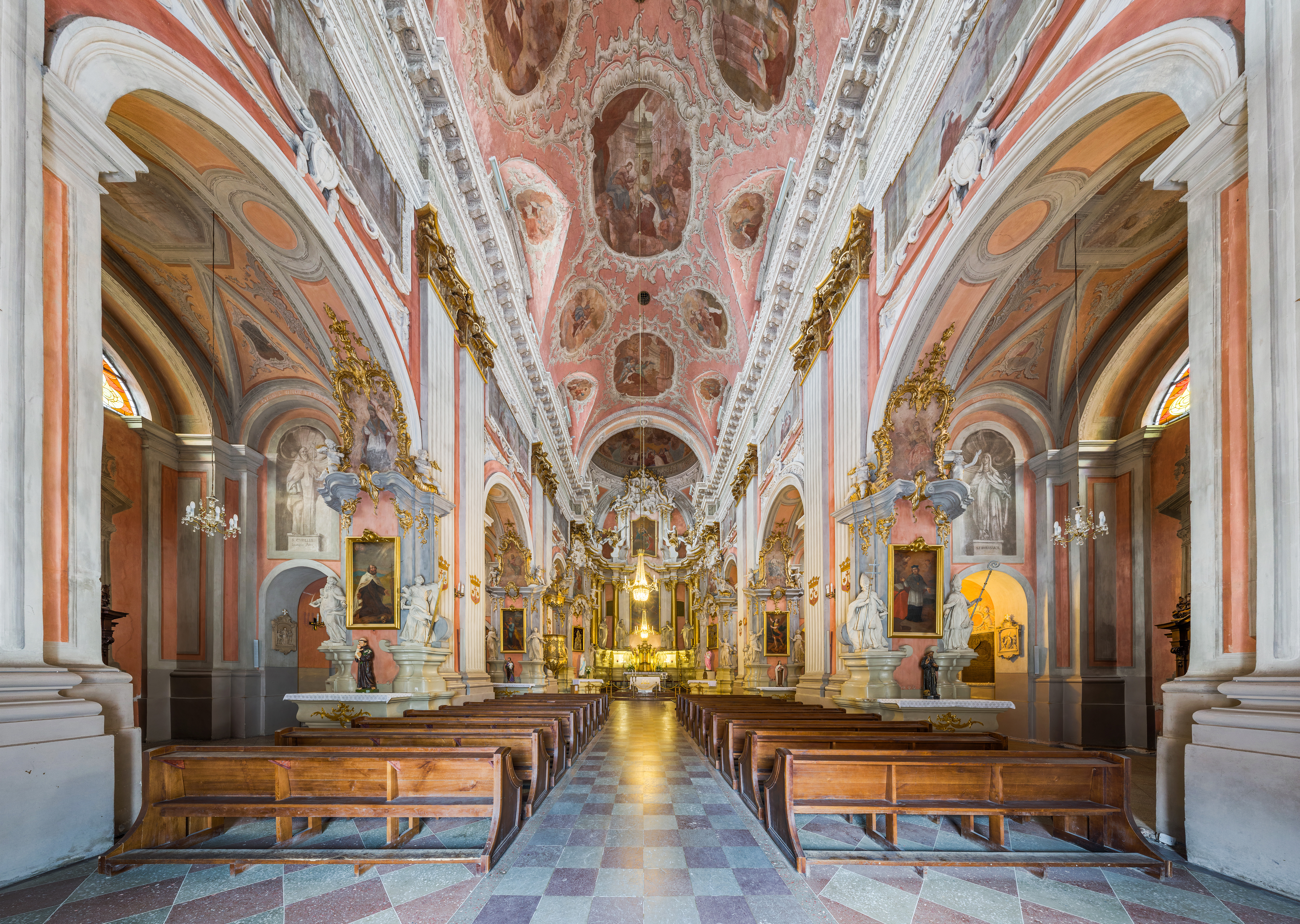
Interior de la iglesia
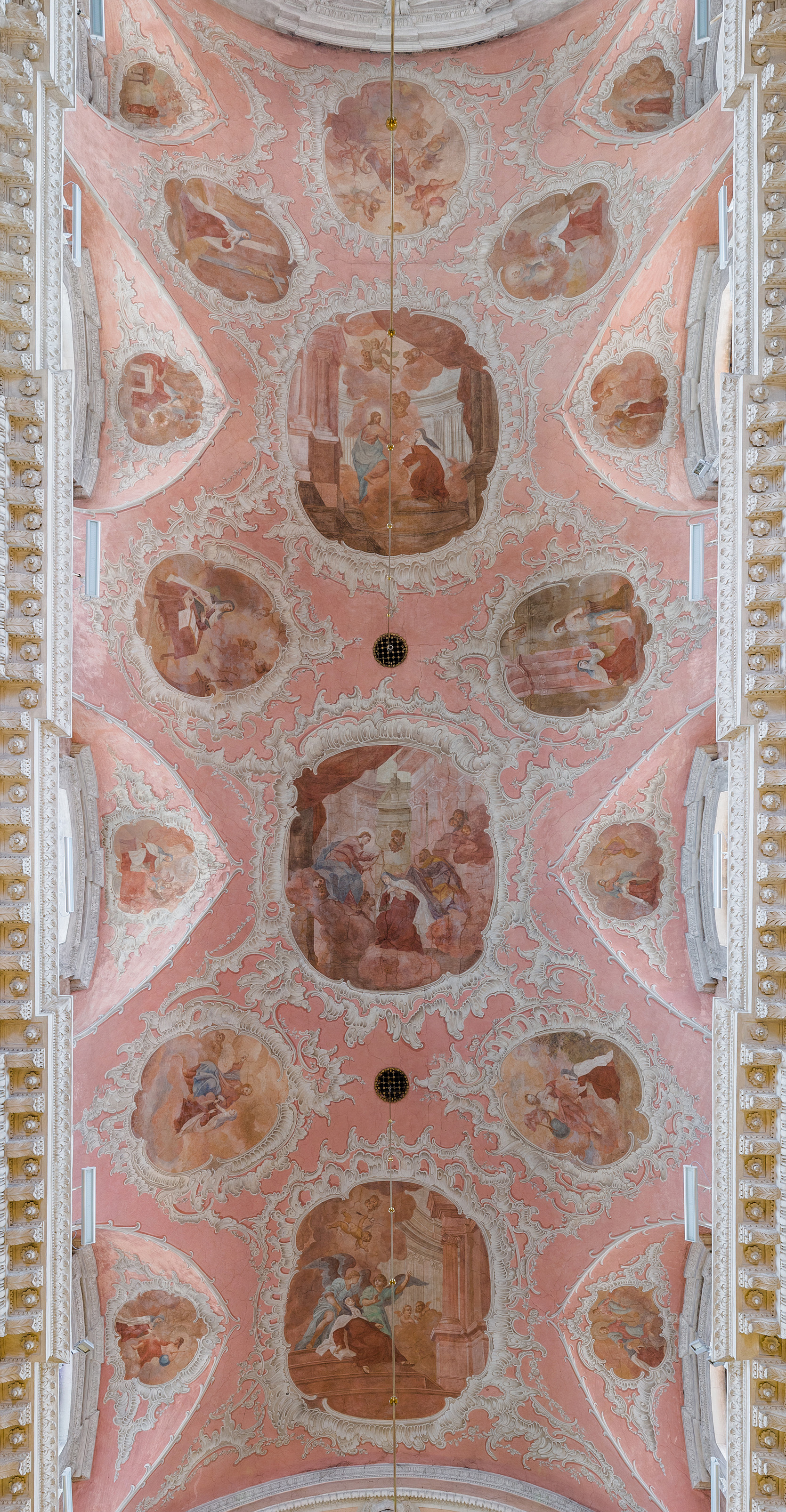
Frescos del techo